# Радіоактивні води
Радіоактивні води (рос. радиоактивные воды, англ. radioactive water, нім. radioaktives Wasser n) — природні води з підвищеним вмістом радіоактивних елементів.

## Різновиди радіоактивних вод
Розрізняють води:
- радонові (Rn>185•103 Бк/м3, Ra<1•10−11 г/дм3, U<3•10−5 г/дм3,
- радієві (Rn<185•103 Бк/м3, Ra>1•10−11 г/дм3, U<3•10−5 г/дм3),
- уранові (Rn<185•103 Бк/м3, Ra<1•10−11 г/дм3, U>3•10−5 г/дм3),
- урано-радієві (Rn<185•103 Бк/м3, Ra>1•10−11 г/дм3, U>3•10−5 г/дм3),
- радоно-радієві (Rn>185•103 Бк/м3, Ra>1•10−11 г/дм3, U>3•10−5 г/дм3).

Концентрації радіоактивних елементів у природних водах варіюють:
- для урану в межах n•10−9- n•10−2%,
- для радію — n•10−15- n•10−9%,
- для радону n — n•10−4 еман.

Найнижча радіоактивність у вод океанів, морів, річок і озер (10−13−10−12 за Ra, 10−7−10−5 за U), найбільш висока — у вод уранових родовищ (500—1000 еман за Rn, 10−11−10−10 за Ra, 10−5−10−3 за U). У водах деяких джерел і річок спостерігаються аномально високі концентрації урану, що свідчить про наявність поблизу цих природних вод гірських порід з підвищеним вмістом урану або уранових руд. Високі концентрації урану спостерігаються у воді великих озер, що вказує на існування процесів повільного накопичення урану в окремих басейнах. Деякі підземні води нафтових родовищ містять іноді високі концентрації радію — до 7,5•10−6 г/м3. Середня концентрація, г/м3 радіоактивних елементів у гідросфері показана у таблиці: 

Радіоактивні води застосовуються як пошукова ознака родовищ радіоактивних елементів та для лікування ряду захворювань. В Україні на базі Р.в. функціонують курорти в Карпатах і Криму.
Вивчає природні радіоактивні води, поширення й умови формування їх та зв'язок із родовищами радіоактивних корисних копалин радіогідрогеологія — галузь гідрогеології.